# Bonte kwartelduif
De bonte kwartelduif (Geophaps scripta) is een vogel uit de familie Columbidae (duiven en tortels).

## Verspreiding en leefgebied
Deze soort komt voor in noordoostelijk Australië en telt twee ondersoorten:
- G. s. peninsulae: noordoostelijk Queensland.
- G. s. scripta: van centraal Queensland tot noordoostelijk New South Wales.